# Kuraszków (województwo dolnośląskie)
Kuraszków (niem. Alt Karoschke) – wieś w Polsce położona w województwie dolnośląskim, w powiecie trzebnickim, w gminie Oborniki Śląskie.

## Podział administracyjny
W latach 1975–1998 miejscowość administracyjnie należała do województwa wrocławskiego.

## Położenie
Wioska położona jest pod Obornikami Śląskimi koło Wrocławia, położona na Wzgórzach Trzebnickich w dolinie potoku Struga.

## Obiekty zabytkowe
Główną atrakcją wsi jest dwór z przełomu XIX i XX wieku, w którym obecnie mieści się schronisko młodzieżowe PTSM. Inne zabytki to zabudowania folwarku i cmentarz wraz z kaplicą cmentarną z 2. połowy XIX w.

## Atrakcje turystyczne
W okolicy znajduje się około 400-letni dąb napoleoński, karłowe dęby w wąwozach lessowych oraz punkt widokowy na górze Kuraszowska Góra (226 m n.p.m.), mylnie nazywana Gnieździec, choć to drugie wzniesienie położone jest nieco bardziej na wschód, zobacz: Gnieździec.

## Poprzednie nazwy
W okresie hitlerowskiego reżimu w latach 1936–1937 miejscowość nosiła nazwę Karoschke, a w latach 1937–1945 Lindenwaldau.